# Florence de Verquigneul
Florence de Verquigneul ou Werquignoeul, née à Épinoy (France) le 24 janvier 1559 et morte à Douai (France) le 29 août 1638) est une moniale bénédictine française du XVIIe siècle, qui créa une congrégation monastique inspiré de l'ordre de Saint-Benoît : les "Bénédictines réformées de Paix Notre-Dame" ou aussi "Notre-Dame de la Paix". Elle fonda plusieurs monastères en France et en Saint-Empire.

## Enfance
Florence de Verquigneul  est la fille de François de Verquigneul et de Gertrude de Davre. Elle fut placée à son adolescence au chapitre noble de l'abbaye de Moustier-sur-Sambre et y bénéficia d'une prébende. L'abbaye est sous la direction de Madame de Davre, une parente de sa mère.
Sa famille s'enfuit à Douai en 1579 à la suite des guerres de Religion. En septembre 1583, Verquigneul entre à l'abbaye des Flines (de tradition cistercienne, sous la direction de Gabrielle d’Esne de Béthencourt. Elle y fait ses vœux en compagnie de sa sœur cadette le 15 juin 1585 alors que la congrégation réintègre ses murs la même année après plusieurs exils forcés. La vie spirituelle reprend notamment grâce à un cousin de Verquigneul qui est chapelain de l'abbaye, le moine cistercien Jean d’Assignies.

## Création d'une congrégation monastique

### Contexte
L’émergence de cette congrégation se fait dans un contexte de mouvement de réforme catholique parmi les communautés de cisterciennes implantées aux Pays-Bas méridionaux, alors sous influence espagnole, et à la suite de textes issus du concile de Trente consacrés aux ordres réguliers.
En raison des guerres de Religion où le respect de la règle monastique est mis à l'épreuve, en particulier l'isolement et l'influence permanente des familles, Verquigneul décide avec d'autres sœurs d'adopter des règles plus strictes et plus conformes à l'esprit de saint Bernard, le fondateur de l'ordre cistercien. En 1595, sur les conseils de son confesseur jésuite le Père Thomas Cogniers, elle écrit des 'constitutions', qui forment un ensemble de règles monastiques.

### Mise en place des établissements
Son projet de réforme est soutenu par Monseigneur Moullart, évêque d'Arras qui est moine bénédictin. Verquigneul obtient aussi le droit de fonder des communautés monastiques, des souverains des Pays-Bas les archiducs Albert d'Autriche et son épouse Isabelle, Infante d'Espagne (fille de Philippe II) dans le cadre de leur soutien plus vaste au travers de l'université de Douai pour de hautes études ecclésiales.
Florence de Verquigneul et ses 6 coreligionnaires obtiennent en 1599 l'autorisation de quitter l'ordre de Saint-Bernard pour rejoindre l'ordre de Saint-Benoît.
Le 18 octobre 1604, Verquigneul est officiellement désignée pour diriger le premier monastère, qui porte le nom de La Paix Notre Dame à Douai. Le 12 novembre 1604, Verquigneul quitte l'abbaye de Flines pour emménager à l'Hôtel de la Motte à Douai avec le soutien de jésuites anglais, sous la responsabilité de l'évêque d'Arras. Monseigneur Richardot, évêque d’Arras donnera sa bénédiction abbatiale le 21 mars 1605, jour de la fête de saint Benoît.
Le texte des 'constitutions' est approuvé par le nonce apostolique en 1609.
En 1612, le pape Paul V approuve les constitutions proposées par Verquigneul. Les constitutions de fondement bénédictin créées par Verquigneul sont alors en place. La même année, le monastère de "La Paix de Jésus" est fondé à Arras et un prieuré est créé à Fauquembergues pour suivre cette nouvelle règle monastique.
En 1613, sur la demande d'Anne Boucqueau, une jeune dame de Bouvignes et de l’évêque de Namur, Monseigneur Buisseret, Verquigneul, envoie quelques-unes de ses moniales à Namur pour y fonder un couvent à l'Abbaye de la Paix Notre-Dame,.
La règle de Verquigneul est ensuite adoptée par l'ancienne abbaye Sainte-Godeleine de Bruges en 1613. Cette dernière est en possession du testament spirituel de Verquigneul.
En 1624, un monastère de bénédictines est formé à partir de la communauté d’Arras puis un autre appelé "La Paix du Saint-Esprit" est fondé à Béthune. Le prieuré de Hunnegem est créé la même année à Grammont, ayant pour première abbesse Anne Scudamore, petite-fille du shériff de Herefordshire.
L'abbesse de Namur, Madame Laubegeois, est appelée le 10 février 1626 à créer un monastère à Liège. Après obtention de l'approbation de Ferdinand de Bavière, l'abbaye de la Paix Notre-Dame d'Avroy à Liège est créée le 16 janvier 1627, par quatre moniales venant de l'abbaye de Namur. La devise de cette dernière abbaye est "Pax Virginis".
En 1635, un prieuré créé par celui de Fauquembergues est établi à Poperinge. Le monastère de Liège fonde le monastère "Notre-Dame de la Paix" à Menin en 1640.

### Décès
Florence de Verquigneul abdiquera de son rôle le 17 octobre 1730, remplacée par Marie-Anne de Coudenhove.
Malade et aveugle, elle décède à l'âge de 78 ans le 29 août 1638, dans la première maison qu'elle avait fondée, à Douai. Elle est enterrée dans le chœur de l'église du monastère qui se trouve à l'emplacement actuel de la gare de Douai.

## Vie de Florence de Verquigneul
Au XVIIIème siècle, ce sont, environ, 1000 à 3500 ouvrages qui sont publiés sur le marché. Le chercheur Suire considère que les biographies religieuses occupent un tiers des nouvelles parutions littéraires, sans compter les rééditions. 
Dans ce contexte, Marguerite Trigault, religieuse du monastère de Douai, décide de rédiger une biographie de la fondatrice, nommée la Vie de Florence de Verquigneul.
Elle dépeint, à l'intérieur, la fondatrice comme une jeune fille destinée à la foi dès le plus jeune âge, issue d’une famille noble, placée dans un couvent et se mutilant pour se rapprocher du Christ. Avec l’aide de quelques moniales, elle décide de fonder un nouvel ordre, plus en accord avec les prescriptions tridentines. Après moult souffrances, visions et extases, elle fonde enfin sa première abbaye à Douai, puis de nombreuses autres. Elle finit par mourir de maladie. L’ensemble des pages sont comblées par de grandes descriptions de sa grandeur, sa charité, sa proximité avec le Christ, sa dévotion…
On ne sait pas précisément combien de biographies de Florence de Verquigneul ont été imprimées. Néanmoins, on peut déterminer l’espace de circulation du livre, car il en existe cinq aujourd’hui, dont un à Valencienne, Paris, Lyon, Louvain et Amsterdam. L’ouvrage était certainement destiné à un public local, dans ou proche des Pays-Bas-Espagnols, et de toutes catégories sociales. La biographie a aussi pu être utilisée dans des territoires plus lointains par les missionnaires. Le frère de l’autrice en était d’ailleurs un. Il est parti en Inde et en Chine.
L'ouvrage est, avant tout, un outil publicitaire afin de faire rayonner la figure de Florence de Verquigneul. La biographie est un genre utilisé par les nouvelles congrégations religieuses pour faire canoniser leur fondateur, et donc contribuer à la célébrité de leur ordre. C'est, en tout cas, ce qu'affirme Say : « La rédaction de chroniques et de vies caractérise, depuis le début du monachisme, les ordres nouveaux : il s’agit de faire connaître et reconnaître la sainteté du fondateur et la fécondité humaine et spirituelle de son œuvre qui se poursuit après sa mort ». 
La reconnaissance de la sainteté permettant encore plus de popularité auprès des fidèles, plus de postulantes et donc plus de revenu lié aux dots, considérées par Lecomte comme "un point crucial dans l’économie conventuelle, qui dépend en grande partie des aumônes dotales et des pensions des jeunes filles de la bonne société".

## L'image de Florence de Verquigneul dans ses monastères

### Créer un culte autour de la fondatrice

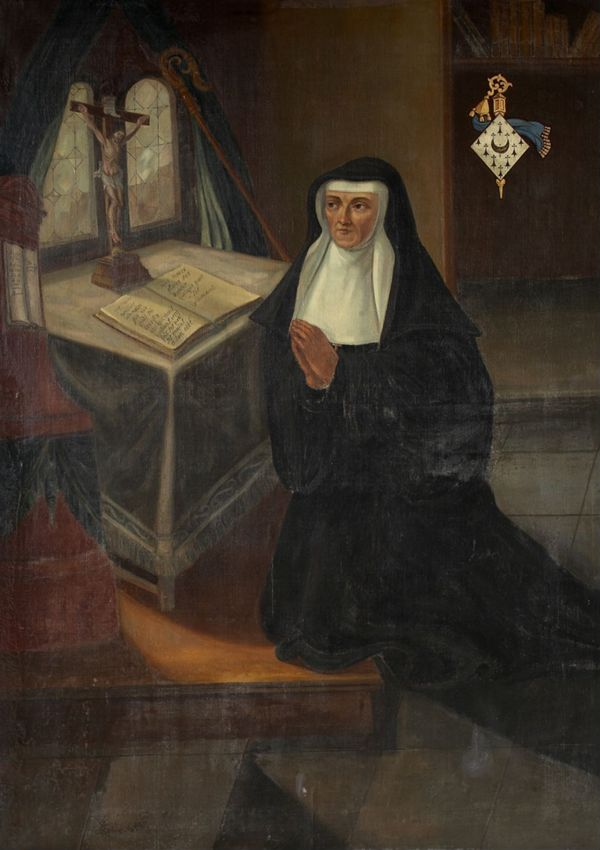
Anonyme, Florence de Verquigneul, 1624, huile sur toile, 150cm*107cm, Grammont, Musée Hunnegem, © Arijs Hilke. CC BY 4.0 KIK-IRPA, Brussels (Belgium), cliché X021332]

On dénombre cinq représentations peintes de Florence de Verquigneul. D’un point de vue chronologique, la première représentation de la fondatrice provient du prieuré des bénédictines de Hunnegem à Grammont. Fondé en 1624, le portrait est réalisé la même année et du vivant de Florence de Verquigneul (1559-1638).  
Cette première image est à mettre en relation avec un portrait plus tardif. Il s’agit de celui conservé à l’abbatiale sainte Godelieve de Bruges.  
Sur celui ci, le spectateur est incité à comparer sainte Scholastique, figurée sur la crosse, avec Florence de Verquigneul. Elles réalisent d'ailleurs la même action. Florence de Verquigneul est une religieuse qui suit scrupuleusement les enseignements des saintes. Cela pourrait aussi suggérer qu’elle est l’une des descendantes spirituelles de sainte Scholastique.
En la représentant en prière, en train de lire la Règle, et face à un crucifix, l’artiste met en lumière sa dévotion. On veut faire d’elle un exemple à suivre.

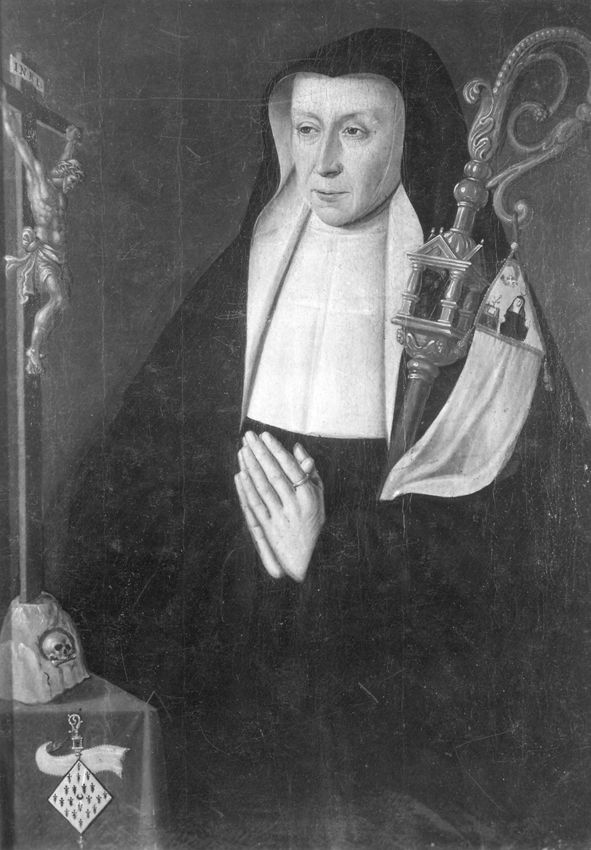
Anonyme, Florence de Verquigneul, 1627, huile sur toile, 88cm*60cm, Bruges, Abbaye Sainte-Godelieve, CC BY 4.0 KIK-IRPA, Brussels (Belgium), cliché B136537

C'est en tout cas ce qui est suggéré par des études telle que la thèse de Brunetti : 
« L’image est utilisée comme une référence à atteindre, une manière de se recueillir brièvement, un « in memoria ». 「...」 Les représentations iconographiques des religieuses bénédictines et cisterciennes ont tout d’abord une double fonction mémorielle et de substitution ».
L’artiste ne doit pas proposer un portrait identique au visage de Florence de Verquigneul. Le tableau doit incarner sa personnalité. Daumas corrobore cette idée : 
« Le bon portraitiste n’est pas celui qui parvient à la plus grande ressemblance (au milieu du XVIe siècle, les problèmes que soulève la technique du portrait sont tous surmontés), mais celui qui sait créer pour son modèle une persona, un masque qui correspond à son rang et à sa dignité. ».
L’œuvre offre une présence réelle aux religieuses qui ont l’impression d’avoir Florence de Verquigneul sous leurs yeux. Ses qualités spirituelles en font un exemple de vertu pour les bénédictines. On peut facilement saisir son caractère grâce à l’image. Ce portrait permet aussi à celles qui n’ont pas connu la fondatrice de la visualiser.

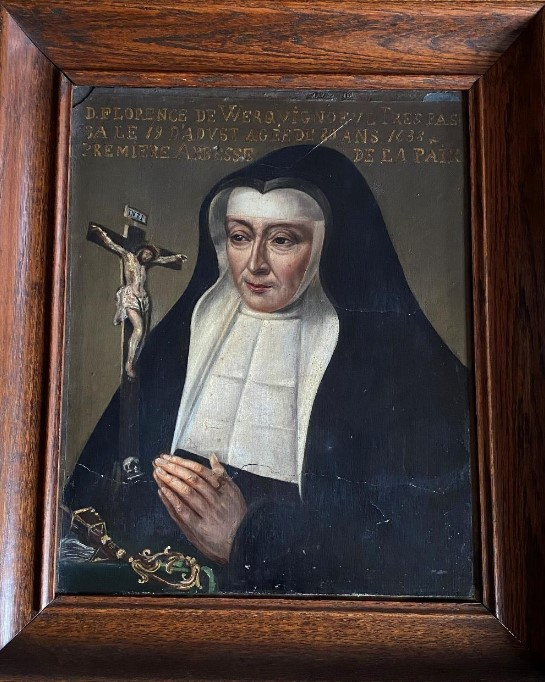
Anonyme, Florence de Verquigneul, XVIIème siècle, huile sur toile, 42cm*39cm, Liège, Abbaye de la Paix Notre-Dame.

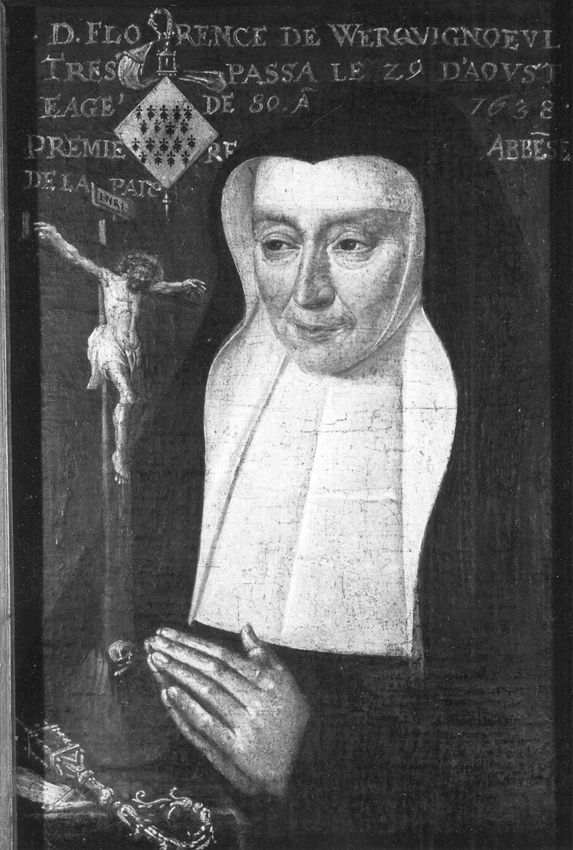
Anonyme, Florence de Verquigneul, XVIIème siècle, huile sur toile, 49cm*37cm, Liège, Abbaye de la Paix Notre-Dame CC BY 4.0 KIK-IRPA, Brussels (Belgium), cliché M161311

Deux autres portraits sont conservés à Liège. Ils se ressemblent presque trait pour trait, mais, aucune indication chronologique ne permet de savoir lequel a été réalisé en premier. En tout cas, ils s’inspirent tous les deux de la représentation de Bruges. Ils ne peuvent pas être antérieurs à cette dernière, car ils mentionnent la date de mort de l’abbesse, alors que le portrait brugeois a été fait de son vivant.
Cependant, ces œuvres diffèrent des précédentes. D’abord, la composition est réduite, car les toiles sont plus petites. Les artistes ont aussi ajouté une inscription, dans le fond, qui précise « D. Florence de Werquignoeul trespassa le 19 d’aoust âgée de 80 ans 1633 Première abbesse de la Paix ».
Ce détail change la relation des spectateurs avec l’œuvre. L’iconographie n’a pas grandement changé, mais le regard des religieuses est bouleversé. La symbolique du tableau est différente. Les moniales voient désormais une figure qui a disparu. Le portrait devient est un témoignage.

Il devient aussi un outil pour représenter une image idéalisée. La personne réelle n’est plus là pour contrôler son image, ni pour démentir sa représentation. C’est ce que développe Brunetti : 
« C’est au moment de la mort de la religieuse que son portrait prend tout son sens, car il permet le souvenir de la personne en tant que telle et la contemplation d’un idéal archétypal parfait. Des œuvres sont ainsi destinées à conserver le souvenir posthume d’une personne dans le but d’immortaliser une grande personnalité de l’abbaye, une supérieure compétente, une réformatrice, une religieuse exemplaire. ».
Le tableau n’a plus la même fonction qu'auparavant. Il porte désormais avec lui l’aura de la fondatrice décédée. Il lui rend hommage. On suppose que comme il existe quatre portraits de la fondatrice dans quatre abbayes différentes, il devait y en avoir dans les autres monastères.
À l’époque, ce genre de pratique est répandu. Jacops évoque, dans son article, les nombreuses représentations de Jeanne de Chantal qui circulent dans les monastères de visitandines. L’objectif est similaire. Il faut créer un culte autour de la fondatrice.

À propos de l’iconographie de Maria Vittoria Fornari, Piront met en avant les mêmes codes artistiques : 
« L’autre portrait montre la fondatrice en prière devant un crucifix, un livre ouvert posé entre ses mains sur la table. Son regard élevé vers le ciel et son visage creusé s’apparentent aux portraits précédents, mais la religieuse est déjà nimbée d’une auréole. […] La présence du crucifix dans la « vera effigies » de la fondatrice relève d’un code figuratif récurrent dans ce type d’images pieuses aux XVIIe et XVIIIe siècles en Europe et l’iconographie de Maria Vittoria n’échappe pas à cette tradition. [...], d’autres portraits gravés la mettent en scène, les mains jointes en prière devant un crucifix posé sur un autel ».
La dernière représentation connue de Florence de Verquigneul est le buste de Douai. Aujourd’hui disparu, nous savons seulement qu’il s’agissait d’un buste en marbre représentant Florence de Verquigneul. Il a été réalisé après sa mort et a été placé sur sa tombe dans le chœur de l’abbatiale de Douai. Il incarne parfaitement le culte perpétué par les religieuses envers leur fondatrice. 

Selon la Vie de Florence de Verquigneul, il semble que :
« Fes filles qui ne doutent aucunement de la gloire de leur très chere Mere dans le Ciel, ont coûtume d’aller à fon Tombeau pour lui témoigner leurs très-humbles refpects, & pour la remercier des faveurs quelles reçoivent par fon interceffion, & pour lui en demander de nouvelles. Elles y vont particulierement quand il y a des Novices à recevoir, ou à renvoyer, quand il faut changer de Confeffeur, & choifir une Superieure qui foitremplie de fon zèle & de fon efprit ».
Grâce à cette image, les religieuses incitaient les novices à imiter leur fondatrice. Cette sculpture était un véritable modèle. Il parait qu’un texte en son honneur était inscrit sur la pierre tombale. Les bénédictines devaient lier le texte et la représentation. 

Cette sculpture est aussi considérée comme magique par les religieuses : 
« Elles y vont encore pour lui demander qu’on continue toujours d’obferver fort fcrupuleufement dans le Monaftere tous fes avis & fes inftrutions, fur tout à l’égard des vœux, du filence, de l’humilité, des mortifications, des récréations, du Parmande. On croit que c’elt par fon intercellion que tous ces Articles s’obfervent julqu’à prefent dans la derniere rigueur. ».
Cet exemple nous montre que le culte de la fondatrice est efficace. Les religieuses vénèrent son portrait et lui demandent conseil comme si elle pouvait avoir un impact positif sur leurs situations. Symboliquement, les moniales lui accordent le statut d’intercesseur, comme les saints.

Dans sa thèse, Brunetti évoque, elle aussi, ce genre de pratique : 
« Les supérieures notamment sont l’objet de vénération de la part de leur communauté et du peuple, de leur vivant, mais plus encore après leur mort. Des actes de superstition comme de faire toucher des chapelets au corps de l’abbesse défunte prouvent que ces personnes étaient vénérées comme des saintes. ».
La représentation de Florence de Verquigneul dans un contexte monastique est à la fois mémorielle et exemplaire. Il s’agit de faire d’elle un modèle, tout en la rendant présente aux yeux des religieuses. Sa figure fait office de substitut à sa personne vivante, mais son pouvoir sur terre demeure omniprésent. Son portrait se multiplie dans de nombreux monastères pour que les religieuses la sentent à leur côté pour les conseiller, les surveiller et les encourager. 

### La gravure comme outil publicitaire

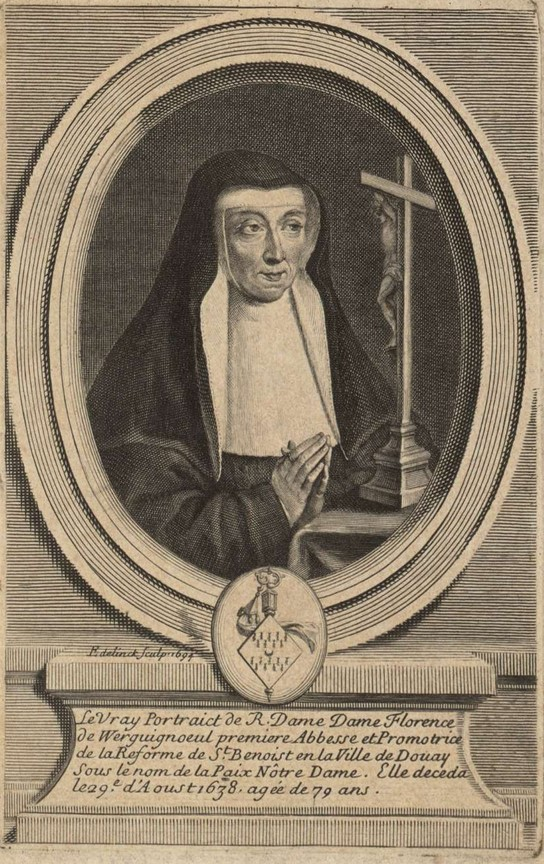
Gérard Edelinck, Portrait de Florence de Verquigneul, 1694, gravure sur cuivre, 16cm*9cm, Denain, Archives départementales du Pas de Calais.

Gérard Edelinck a réalisé en 1694 un portrait gravé de Florence de Verquigneul. 
Bien que cette gravure se retrouve au frontispice de la Vie de Florence de Verquigneul, il s’agissait, à l'origine, d’une feuille volante, car elle a été réalisée en 1694 et le livre en 1733. 
Il convient de mettre en lumière la profonde ressemblance qui se lit entre la gravure et les portraits peints de la fondatrice. Edelinck a certainement eu accès à un modèle pour faire le portrait, car la gravure stipule : Edelinck Sculpti. (qui signifie Edelinck m'a sculpté et non Edelinck Fecit qui signifie Edelinck m'a fait) Il n’a pas réalisé la composition, mais a simplement gravé à partir d’un exemple.
De prime abord, on pourrait se dire qu’Edelinck n’a fait qu’une copie d’un portrait conservé au sein d’un monastère. Néanmoins, ces deux œuvres ne sont pas destinés au même public. L’estampe s’adresse plutôt aux externes et la peinture aux religieuses. 
Á l'époque, pour répandre une idée dans la population, l’estampe est le medium idéal. Elle permet une diffusion standardisée d’une image sans passer par plusieurs commanditaires. Elle touche aussi une grande partie de la population, car tout le monde peut se l’offrir. 

Ainsi, selon Daumas :
« Qu’il s’agisse des Provinces-Unies (au premier rang de la production européenne et du marché de l’art) ou de la France (en passe de prendre la première place à la fin du siècle), le constat est le même : l’estampe est d’un prix très abordable en comparaison d’aujourd’hui. ».
Brunetti confirme cette idée :
« Ces représentations de religieuses, notamment les gravures, sont une publicité formidable pour la vie cloîtrée. Les abbayes de bénédictines et de cisterciennes ont tout intérêt à assurer ce matraquage publicitaire auprès des dévotes, qui, de plus, peuvent soutenir le couvent par des dons ou entrer dans ses intérêts et faire marcher pour lui leurs réseaux d’influence ».
Le choix du graveur n’est pas sans importance. Cela montre l’intérêt que les religieuses accordent à cet art. Gérard Edelinck est un graveur-portraitiste renommé du XVIIème siècle. Il est surtout connu pour ses portraits de personnalité, comme celui de Philippe de Champaigne (1602-1674) et de Louis XIV. Sa pratique de la taille en losange lui permet de donner une sorte de couleur à la gravure, ce qui lui attire beaucoup de succès. Il est indéniable qu’il a été choisi par l’ordre de la Paix Notre-Dame en raison de ses talents.  
Pourquoi les moniales ont-elles choisi Florence de Verquigneul pour les représenter ? Brunetti explique qu’il s’agit de montrer une figure exemplaire à l’extérieur. Cette personnalité idéale doit pouvoir facilement attirer les futures postulantes et donc les financements.
La fondatrice est aussi l’incarnation même de son ordre. La légende de la gravure précise d’ailleurs : « Le Vray Portraict de R. Dame Florence de Werquignoeul première Abbesse et Promotrice de la Réforme de St Benoist en la ville de Douay sous le nom de la Paix Notre-Dame. Elle décéda le 29 aout 1638, âgée de 79 ans ».
Il s’agit d’une première différence entre les portraits peints et gravés. La légende est plus étoffée. La commanditaire devait savoir que sa fondatrice n’était pas très connue. C’est en précisant son nom, en rajoutant son blason, la ville où elle était abbesse, le nom de sa réforme, sa date de mort et son âge qu’elle donne de nombreuses indications pour des intéressées. 

Sanciaud-Azanza confirme cette idée : 
« La présence de la légende obéit à d’autres impératifs encore. La nécessité de fournir des explications sur l’image est soumise à l’appréciation du créateur ou de l’éditeur de l’estampe, qui devra estimer le degré de connaissance de son public ». L’estampe obéit donc à des impératifs communicatifs.
Son portrait est naturaliste. Il faut être capable de reconnaître, d’identifier, et de donner un effet de présence au personnage, surtout en cas de béatification ou de canonisation. 
Certains signes témoignent de l’attention apportée à cette notion. On peut citer les fossettes au niveau du sourire, les poches des yeux marquées ou encore les rides des mains. Edelinck réalise aussi des jeux d’ombres et de lumières pour donner plus de profondeur au visage de la fondatrice. La finesse des traits permet de mettre en avant des détails précis, comme les ongles des mains ou les sourcils. Nous avons l’impression que la religieuse est en face de nous. Il faut aussi noter l’inscription « vray portrait » qui veut attester de la ressemblance avec la portraiturée. 

Henryot défend cette théorie :  
« Cette ressemblance est indispensable : les graveurs du début du XVIIe siècle, […], alimentent le genre de la vera effigies, ce portrait qui est censé montrer un personnage au naturel à partir d’un prototype authentifié comme réaliste. […] Car le portrait, en second lieu, n’est efficace que s’il provoque un saisissant effet de présence. ». 
Un passage de la Vie de Florence de Verquigneul montre d’ailleurs l’influence de cette représentation sur les externes. On raconte qu’une jeune fille se présenta au monastère de Douai en disant qu’elle avait eu une vision. Dans ses rêves, elle aurait vu Florence de Verquigneul, alors morte à cette époque, qui lui aurait dit de prendre l’habit. La religieuse propose de s’assurer de la véracité de ses propos en l’amenant au réfectoire, là où sont exposés tous les portraits d’abbesses. La fille reconnaît aisément Florence de Verquigneul, alors qu’elle ne l’avait jamais vue.
Il est ici question d’une vision mystique. Toutefois, d’un point de vue rationnel, l’enfant a très bien pu rêver de Florence de Verquigneul après avoir vu son portrait gravé. Cette histoire témoigne de la puissance de l’image d’Edelinck. Le cerveau se rappelle de ce portrait et est capable d’identifier Florence de Verquigneul distinctement. 
Il faut toutefois faire attention à ce genre de discours qui ne sont pas des preuves historiques. Ce récit peut être totalement faux pour exagérer la sainteté de la fondatrice.

Edelinck dessine aussi des objets précis pour créer une véritable image de propagande. La gravure doit proposer des modèles de vie monastique exemplaires pour décrédibiliser les critiques des réformées. Brunetti précise que :
« À cela s’ajoute l’enjeu majeur pour l’Église catholique à partir du début du XVIIème siècle de montrer des religieux exemplaires pour lutter contre le protestantisme […] Sauver les apparences est une mesure d’urgence pour assurer un avenir à l’Église catholique. Cette volonté délibérée se retrouve iconographiquement avec des représentations de religieuses sans aspérités, dans des postures et des activités très régulières. C’est notamment le cas pour les gravures des ouvrages et les gravures en feuille volante. ».
Certains symboles sont employés pour représenter de manière parfaite la vie monastique. Le plus important est le crucifix. Edelinck montre que Florence de Verquigneul est une religieuse exemplaire, qui demeure fidèle au Christ et qui lui voue une admiration inconditionnelle. C’est une manière de s’inscrire dans la spiritualité populaire, celle défendue par le Concile. C’est ce qu’affirme Brunetti : 
« Plus largement, le langage iconographique alors employé est le reflet de la spiritualité de l’époque. La dévotion à la Passion du Christ et la dévotion mariale sont les deux pôles dévotionnels les plus importants des trois ordres ».
Cette notion est complétée par la présence de l’anneau sur l’index de la religieuse. Selon Feuillet, c’est un 
« Signe d’alliance, de vœu, de promesse, de fidélité, l’anneau est un symbole nuptial. La Vierge Marie porte un anneau, car elle est l’Épouse, la Bien-Aimée. ». 
Il rappelle le mariage mystique qui unit la moniale et le Christ. Cette union qui les unit à vie et qui affirme la fidélité de la religieuse à la spiritualité.

Sa tenue est aussi caractéristique d’un ordre cloîtré, notion capitale de la Réforme catholique. Le vêtement religieux a son importance pour le concile de Trente qui couvre les religieuses pour mieux les clôturer. Pellegrin écrit ainsi : 
« Témoignages textiles d’une mise à l’écart qui relève du divin, l’habit monastique, surtout s’il est féminin, est le vêtement de l’Interdit par excellence. ».
Enfin, la crosse abbatiale, derrière son blason, met en avant son statut hiérarchique. Selon Feuillet, la crosse est un :
« Attribut de l’évêque, la crosse a l’aspect d’une grande canne : elle rappelle la houlette du berger et symbolise sa mission pastorale. Elle se termine en crochet ou en spirale : ce motif représente la puissance céleste en prise avec la terre. ». 
Tous ces symboles donnent une image parfaite de la Réforme catholique en montrant que les changements imposés par le concile dans la vie religieuse sont acceptés par les moniales. Cette représentation de la nonne fidèle, dévote et obéissante participe d’un effort de l’Église pour garder les apparences, surtout à une époque où le monachisme est critiqué par les protestants. On ne cherche pas à montrer la pauvreté, les rébellions, les maladies ou les déboires judiciaires de l’ordre.

Ces représentations idéalisées de la vie monastique permettent aussi d’attirer un public dévot qui se retrouve dans ces pratiques et souhaiterait rejoindre un ordre. C’est ce que développe Brunetti : 
« Les images du corpus ont aussi pour but de toucher un public dévot susceptible d’adhérer aux dévotions et à la spiritualité de l’ordre, de lui accorder son soutien, voire de s’engager dans la vie religieuse. L’iconographie présente une image lissée et simplifiée de la vie religieuse qui peut être attractive pour de nouvelles recrues ».
Pourtant, l’iconographie du portrait de la fondatrice n’est pas unique, loin de là. Cette gravure s’inscrit dans une esthétique standardisée. Le portrait est peut-être réaliste, mais sa composition est identique à d’autres images de l’époque. C’est le cas du portrait de Catherine de Bar (1614-1698), fondatrice des bénédictines de l’Adoration perpétuelle du Saint-Sacrement de l’Autel ou d’Antoinette d’Orléans-Longueville (1572-1618), fondatrice des bénédictines de Notre-Dame du Calvaire.
Il n’est pas rare de voir un portrait de fondatrice en prière devant un crucifix et dans un blason. Ce code iconique est souvent employé pour représenter des saints. Selon Sallmann, les graveurs se sont adaptés aux nouvelles normes esthétiques baroques. Pour convaincre de la sainteté d’un personnage, le portrait en buste et en prière est l’usage établi. 
La gravure, par sa reproductibilité, est donc l’outil privilégié pour se faire connaître en dehors de son monastère. Ce medium permet aussi de répandre une vision idéalisée de la vie monastique pour montrer la fidélité du monastère à la Réforme Catholique. Celui qui a réalisé le prototype retenu par Edelinck devait certainement être au courant des nouveaux types de représentation, si ce n’est pas les religieuses elles-mêmes qui aient dicté cette iconographie.

## Héritage
En France, toutes les maisons issues de la réforme de Verquigneul disparaissent durant les troubles qui suivent la Révolution française. En Belgique, certaines communautés continuent d'exister et de fonctionner à l'exemple des bénédictines de Liège.
Plus récemment, en 1864, le couvent  "Paix Saint Joseph" est établi à Tongres et suit cette même règle. En 1880, le monastère de Liège fonde le prieuré " Pax Cordis Jesus" à Ventnor, une communauté qui fut ensuite déplacée à Ryde (île de Wight ). La communauté de Gistel est créée en 1891. La maison Sainte Gertrude (Sint-Gertrudis) de Louvain suit en 1919. En 1971, la communauté de Ryde crée un monastère sur Shanti-Milayan en Inde.

## Source
- (nl) Cet article est partiellement ou en totalité issu de l’article de Wikipédia en néerlandais intitulé « Florence de Werquignoeul » (voir la liste des auteurs).